# Uncisudis
Uncisudis is een geslacht van straalvinnige vissen uit de familie van barracudinas (Paralepididae). Het geslacht is voor het eerst wetenschappelijk beschreven in 1956 door Maul.

## Soorten
- Uncisudis advena (Rofen, 1963)
- Uncisudis longirostra Maul, 1956
- Uncisudis posteropelvis Fukui & Ozawa, 2004
- Uncisudis quadrimaculata (Post, 1969)